# Жери-Чубики
Жери-Чубики (пол. Żery-Czubiki) — село в Польщі, у гміні Городиськ Сім'ятицького повіту Підляського воєводства. Населення — 40 осіб (2011).
У 1975—1998 роках село належало до Білостоцького воєводства.

## Демографія
Демографічна структура станом на 31 березня 2011 року:
|          | Загалом | Допрацездатний вік | Працездатний вік | Постпрацездатний вік |
| -------- | ------- | ------------------ | ---------------- | -------------------- |
| Чоловіки | 23      | 7                  | 14               | 2                    |
| Жінки    | 17      | 3                  | 8                | 6                    |
| Разом    | 40      | 10                 | 22               | 8                    |